# Euphaedra arta
Euphaedra arta är en fjärilsart som beskrevs av Jacques Hecq 1979. Euphaedra arta ingår i släktet Euphaedra och familjen praktfjärilar. Inga underarter finns listade i Catalogue of Life.